# Pusat Penemuan Minyak dan Gas

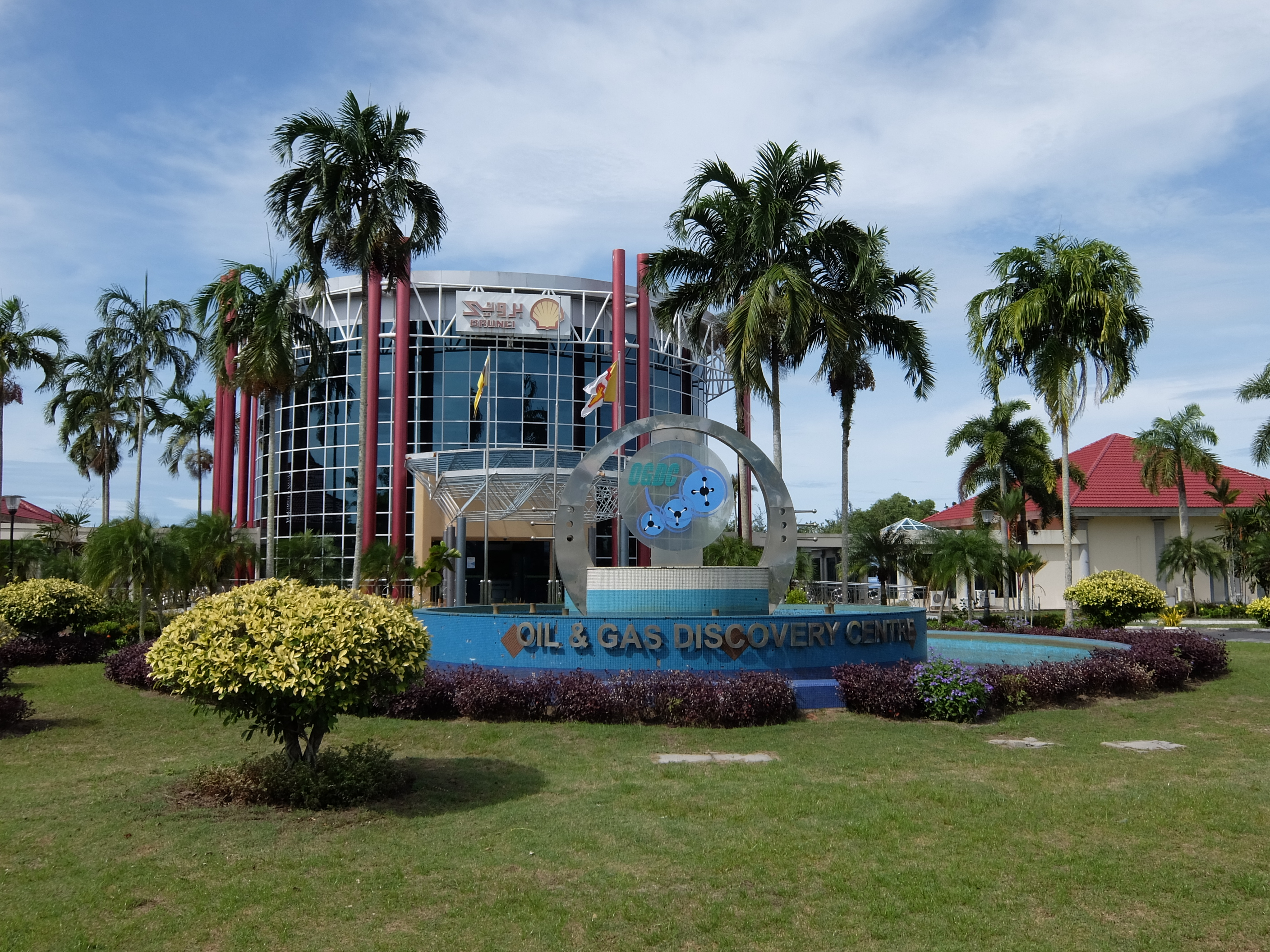

Das Oil and Gas Discovery Centre (OGDC; malaiisch Pusat Penemuan Minyak dan Gas, dt.: Öl- und Gas-Entdeckungszentrum) ist ein Science Center in Seria, Belait, Brunei. Es wurde von Sultan Hassanal Bolkiah am 14. September 2002 eröffnet.

## Architektur
Das Museum umfasst eine Hauptgebäude mit „Gallery“, ein Basketball-Feld, Beachsoccer-Feld, Schulräume, einen Konferenzraum, Spielplatz, Labor und Theater. Die Ausstellungsstücke sind vor allem für Kinder ausgelegt, mit vielen „Hands-on“-Experimenten.